# Robert Woodrow Wilson
Robert Woodrow Wilson (sinh ngày 10.01.1936) là nhà thiên văn học người Mỹ, đã đoạt Giải Nobel Vật lý năm 1978 chung với Arno Allan Penzias cho công trình phát hiện Bức xạ phông vi sóng vũ trụ năm 1964 của họ. Ngoài Wilson và Penzias, giải Nobel Vật lý năm 1978 cũng chia cho Pyotr Leonidovich Kapitsa cho công trình khác, không liên quan tới phát hiện trên.

## Cuộc đời và Sự nghiệp
Robert Woodrow Wilson sinh tại Houston, Texas. Ông tốt nghiệp trung học ở trường Lamar High School tại River Oaks Houston, sau đó vào học ở Đại học Rice (Houston), đậu bằng cử nhân năm 1957. Ông học tiếp ở Học viện Công nghệ California và đậu bằng tiến sĩ vật lý năm 1962.
Năm 1963, ông vào làm việc ở Bell Labs tại Crawford Hill. Tại đây ông làm việc chung với Arno Penzias - một nhà thiên văn học vô tuyến khác đã làm việc ở đây từ 2 năm trước.
Khi làm việc bằng ăn-ten Holmdel Horn Antenna tại Bell Labs ở Holmdel Township, New Jersey, họ thấy có một nguồn tiếng ồn trong khí quyển mà họ không thể giải thích được. Sau khi loại bỏ mọi nguồn tiềm tàng có thể gây ra tiếng ồn, kể cả phân chim bồ câu dính trên ăn-ten, tiếng ồn cuối cùng đã được xác định là Bức xạ phông vi sóng vũ trụ, điều này đã được coi như một sự chứng thực quan trọng cho thuyết Vụ Nổ Lớn.

## Đời tư
Ông kết hôn với Elizabeth Rhoads Sawin năm 1958. Họ có ba người con. Wilson hiện cư ngụ ở Holmdel Township, New Jersey.

## Giải thưởng
- 1977 Huy chương Henry Draper.[4]
- 1977 Huy chương Herschel
- 1978 Giải Nobel Vật lý